# Latchezar Stantchev
Latchezar Stantchev (en bulgare Лъчезар Станчев ; Varchets, 12 septembre 1908 – Sofia, 13 mars 1992) est un poète bulgare, devenu célèbre dans les années 1930. Il est aussi connu comme traducteur important de poésie française, journaliste et éditeur de revues pour les enfants.

## Biographie
En 1930 Latchezar Stantchev publie son premier recueil de poèmes, Jours silencieux (Bezchumni dni). Il a terminé ses études de philologie française à l’Université de Sofia et s'est spécialisé en littérature française à l’École nationale des langues orientales vivantes à Paris entre 1937 et 1939. Simultanément, il fut le correspondent de Paris pour le quotidien bulgare Zarya.
Plusieurs chefs-d’œuvre français sont rendus par lui en vers bulgares : « La Chanson de Roland », depuis le manuscrit d’Oxford, Molière avec « L’École des femmes », Racine, Victor Hugo, Paul Éluard, Alain Bosquet, ainsi que Verhaeren, Maurice Carême et autres.
Il est le fondateur et rédacteur en chef de la revue pour enfants Slaveïtche (Rossignol), 1957-1968, avec un tirage mensuel de 120 000 exemplaires. 
Sa poésie est traduite en une douzaine de langues.
Il est mort en 1992 à Sofia.

## Recueils
- Bezchumni dni (Jours silencieux), 1930
- Prolet na boulevarda (Printemps sur le boulevard), 1933
- Hora po strehite (Gens sur les toits), 1935
- Zemya pod slantse (Terre sous le soleil), 1939
- Vlubeni bulevardi (Les boulevards), 1993
- Paris pod slantse (Paris sous le soleil), 1998